# 第一届中国电影导演协会年度奖
第一届中国电影导演协会年度奖是中国电影导演协会为表彰2004年中国电影颁发的奖项，于2005年1月11日晚在北京国际会议中心举行。

## 奖项項目
- 最佳导演奖
- 青年导演奖
- 最佳男演员奖
- 最佳女演员奖
- 导演终身成就奖
- 年度票房导演奖[2]

## 提名及获奖名单
为最终获奖者
| 奖项           | 姓名   | 电影                |
| -------------- | ------ | ------------------- |
| 最佳导演       | 田壮壮 | 《茶马古道-德拉姆》 |
| 最佳导演       | 陆川   | 《可可西里》        |
| 最佳导演       | 冯小刚 | 《天下无贼》        |
| 最佳青年导演   | 陆川   | 《可可西里》        |
| 最佳青年导演   | 徐静蕾 | 《我和爸爸》        |
| 最佳青年导演   | 朱文   | 《云的南方》        |
| 最佳女演员     | 周迅   | 《恋爱中的宝贝》    |
| 最佳女演员     | 章子怡 | 《十面埋伏》        |
| 最佳女演员     | 舒淇   | 《美人草》          |
| 最佳男演员     | 李雪健 | 《云的南方》        |
| 最佳男演员     | 范伟   | 《看车人的七月》    |
| 最佳男演员     | 叶大鹰 | 《我和爸爸》        |
| 导演终身成就奖 | 吴天明 |                     |
| 年度票房导演奖 | 张艺谋 | 《十面埋伏》        |

## 争议
评论指设立年度票房导演奖“不务正业”。